# الانتخابات الرئاسية اللبنانية 1998
عقدت انتخابات رئاسية غير مباشرة خلال جلسة مجلس النواب اللبناني في 13 أكتوبر 1998، وأدّت لانتخاب إميل لحود رئيسًا للجمهورية اللبنانيّة.
حسب الميثاق الوطني، وهو إتّفاق غير مكتوب بين اللّبنانيين، يجب أن يتولّى دائمًا منصب رئاسة الجمهورية مسيحيًا مارونيًا. تتطلب المادة 49 من الدستور أن يحصل المرّشح على أغلبية ثلثي أعضاء مجلس النواب في الجولة الأولى، وتكفي الأغلبية المطلقة في الجولة الثانية.
كان إميل لحود قائدًا للجيش اللبناني قبل هذه الانتخابات، حيث عيّنه إلياس الهراوي في هذا المركز عام 1989، في المرحلة الأخيرة من الحرب الأهليّة. حظي لحّود بدعم من سوريا، التي كانت تمارس الوصاية على البلاد خلال تلك الفترة.
حضر الجلسة 118 نائبًا من أصل 128، ليكملوا النصاب القانوني، وصوّت له جميع النواب الناخبين، ليحقق بذلك الأغلبية المطلوبة. في 24 نوفمبر، أدّى إميل لحّود القسم الدستوري بعد نهاية ولاية إلياس الهراوي الرئاسية، والذي تمدّدت ثلاث سنوات إضافية، وأصبح رئيس الجمهورية الحادي عشر منذ استقلال لبنان عن فرنسا عام 1943.